# Albert Biesinger
Albert Biesinger (* 1. August 1948 in Tübingen) ist ein deutscher Theologe.

## Leben

### Akademischer Werdegang
Albert Biesinger wuchs in Rottenburg am Neckar und in Rottweil auf, wo er das Bischöfliche Internat besuchte. Er studierte katholische Theologie und Erziehungswissenschaften an der Universität Tübingen sowie an der Universität Freiburg, wo er 1974 Assistent am Pädagogisch-katechetischen Seminar der Katholisch-Theologischen Fakultät wurde. Ab 1975 lehrte er als Dozent für Religionspädagogik am Priesterseminar Rottenburg. Als Akademischer Rat am Lehrstuhl für Religionspädagogik und Katechetik von Günter Biemer kehrte er 1976 nach Freiburg zurück. Nach seiner Promotion im Fach Theologische Ethik/Religionspädagogik in Tübingen erfolgte 1982 in Freiburg seine Habilitation mit dem Thema Das Verhältnis und Christentum und Judentum im Religionsunterricht der Sekundarstufe II.
Nach abgelehnten Rufen an die Universität Bochum und die Freie Universität Berlin übernahm er 1982 die Professur für Katechetik und Religionspädagogik an der Universität Salzburg. 1983 wurde er von Erzbischof Karl Berg zum ständigen Diakon geweiht. Er war Mitglied im Direktorium (1983–1989) und Mitglied im Präsidium der Salzburger Hochschulwochen (1989–1991) Dekan der Katholisch-Theologischen Fakultät der Universität Salzburg (1989–1991). 
1991 übernahm Biesinger den Lehrstuhl für Religionspädagogik, Kerygmatik und kirchliche Erwachsenenbildung an der Katholisch-Theologischen Fakultät der Universität Tübingen; von 1994 bis 1995 und 2010 bis 2012 war er Dekan der Fakultät. 
Zum Ende des Sommersemesters 2013 wurde Biesinger emeritiert. Zu seinen Schülern bzw. wissenschaftlichen Assistenten zählten unter anderem Thomas Schreijäck und Helga Kohler-Spiegel. Matthias Scharer, Klaus Kießling, Reinhold Boschki, Monika Scheidler, Georg Langenhorst und Christoph Knoblauch.

### Weitere Schwerpunkte
Biesinger wirkte viele Jahre als Notfallseelsorger – unter anderem nach dem Amoklauf in Winnenden. 1988 leitete er gemeinsam mit Josef Sayer und Thomas Schreijäck ein Forschungsseminar zur Befreiungstheologie in Peru in Kooperation mit Gustavo Gutierrez, Lima. Er war Unterzeichner der Kölner Erklärung (1989) und von Kirche 2011: Ein notwendiger Aufbruch. 
Von 2002 bis 2014 leitete Biesinger das von ihm mitgegründete Katholische Institut für berufsorientierte Religionspädagogik (KIBOR). In mehreren Forschungsprojekten – konfessionelle Kooperation im evangelischen und katholischen Religionsunterricht, interkulturelle und interreligiöse Bildung in der Kita, interreligiöses Lernen in berufsbildenden Schulen, ethische und interreligiöse Bildung in der Pflege – erfolgte eine Zusammenarbeit mit dem Leiter des evangelischen Institutes für berufsorientierte Religionspädagogik, Friedrich Schweitzer. 2006 war er wissenschaftlicher Beirat für das European Journal of Mental Health, Individual, Family, Community and Society. Darüber hinaus war er Sprecher des Projekts Religiosität und Familie. Wirkungen religiöser Familienerziehung.
Eines seiner zentralen Projekte ist „Erstkommunion als Familienkatechese“, das er gemeinsam mit dem Autorenteam Herbert Bendel, Barbara Berger, David Biesinger, Jörn Hauf, Reinhold Boschki im deutschsprachigen Raum kommuniziert. Das „Familienbuch“ Gott mit neuen Augen sehen, München 2012, wurde ins Italienische mit Vorwort von Carlo Kardinal Martini und in Shanghai sowie Taiwan übersetzt und in mehreren Auflagen publiziert. In dem von der Deutschen Forschungsgemeinschaft geförderten Projekt „Evaluierung des Erstkommunionunterrichts in Deutschland“ wurde vom Forschungsteam Reinhold Boschki, Dieter Hermann, Klaus Kießling,Stephan Altmeyer, Norbert Mette, Simone Hiller und Albert Biesinger die signifikante Wirkung von Familienkatechese empirisch belegt.
Biesinger war von 1991 bis 2014 Mitherausgeber der Theologischen Quartalschrift. In den Jahren von 1993 bis 2005 arbeitete er weltweit als Vizepräsident des Internationalen Diakonatszentrums (IDZ) sowie als Schriftleiter für Diaconia Christi.

### StiftungGottesbeziehung in Familien
Im Jahr 2001 gründete Biesinger die ökumenisch strukturierte Stiftung Gottesbeziehung in Familien. Unterstützt wurde er dabei von Herbert Bendel und Ralf Gaus, der von 2009 bis 2015 Geschäftsführer der Stiftung war und aktuell Stiftungsratsvorsitzender ist. Gemeinsam mit Friedrich Schweitzer, Helga Kohler-Spiegel und Reinhold Boschki ist Biesinger Vorsitzender der Stiftung. Die Stiftung hat sich zum Ziel gesetzt, die religiöse Bildung und Erziehung von Kindern in Familien und Kindergärten zu fördern. Dazu unterstützt sie Projekte in Gemeinden, Schulen, Kindertagesstätten und Wissenschaft, die sich diesem Thema widmen.

### Privates
Albert Biesinger ist verheiratet und hat vier Kinder. Im Kontext einer Routineoperation hatte er 2010 eine Nahtoderfahrung, die er in theologischen Vorträgen und Kongressen reflektiert.

## Publikationen (Auswahl)
Als Autor
- Die Begründung sittlicher Werte und Normen im Religionsunterricht. Dissertation, Düsseldorf 1979, ISBN 3-491-78310-0.
- Kinder nicht um Gott betrügen. Anstiftungen für Mütter und Väter. Herder, Freiburg i. Br. 2003, 17. überarbeitete Neuauflage, ISBN 3-451-28816-8.
- mit Friedrich Schweitzer, Reinhold Boschki u. a.: Gemeinsamkeiten stärken – Unterschieden gerecht werden. Erfahrungen und Perspektiven zum konfessionell-kooperativen Religionsunterricht. Herder, Gütersloher Verlagshaus, Freiburg i. Br. 2002, ISBN 3-451-27600-3.
- mit Friedrich Schweitzer, Jörg Conrad u. a.: Dialogischer Religionsunterricht. Analyse und Praxis konfessionell-kooperativen Religionsunterricht im Jugendalter. Herder, Freiburg i. Br. 2006, ISBN 3-451-29163-0.
- Wie Gott in die Familie kommt. Zwölf Einladungen. Kösel, München 2008, ISBN 978-3-466-36816-7.
- mit Edeltraud Gaus, Ralf Gaus: Hört Gott uns, wenn wir beten? Wenn Kinder mehr wissen wollen. Herder, Freiburg 2009, ISBN 978-3-451-31563-3.
- mit Gerhard Braun: Die Kunst des Älterwerdens. Spirituelle Impulse. Herder, Freiburg 2010. ISBN 978-3-451-32413-0.
- Gott mit Kindern wiederfinden. Ein Begleiter für Mütter und Väter. Herder, Freiburg 2003 und 2010, ISBN 978-3-451-32824-4.
- mit Ralf Gaus, Edeltraud Gaus: Warum hat Gott die Welt gemacht? Antworten auf Kinderfragen. Herder, Freiburg 2010, ISBN 978-3-451-33097-1.
- mit Herbert Bendel, Barbara Berger, David Biesinger, Jörn Hauf: Gott mit neuen Augen sehen - Wege zur Erstkommunion: Für die Kindertreffen – Leitfaden. München 2012, überarb. Neuausgabe.
- mit Reinhold Boschki, Jörn Hauf: Gott mit neuen Augen sehen. Wege zur Erstkommunion: Für das Leitungsteam und die Elterntreffen – Leitfaden. München 2012 (überarbeitete Neuausgabe)
- mit Herbert Bendel, Barbara Berger, David Biesinger, Jörn Hauf: Gott mit neuen Augen sehen. Wege zur Erstkommunion. „Familienbuch“. München 2012 (überarbeitete Neuausgabe).
- Gottesberührung. Wie Katechese Zukunft hat. Erfahrungen – Modelle – Ermutigungen. Unter Mitarbeit von Boschki und Bernd Jochen Hilberath. Schwabenverlag, Ostfildern 2019, ISBN 978-3-7966-1766-9.
- mit Friedrich Schweitzer et al.: Religionspädagogik in der Kita. Kompetenzen für pädagogische Fachkräfte. Herder, Freiburg 2020, ISBN 978-3-451-38620-6.
- Wo Kinder sind, ist Gott schon da. Überraschungen und Entdeckungen in der Familie. Mit Illustrationen Quilts von Beate Biesinger. Patmos, Ostfildern 2020, ISBN 978-3-8436-1265-4.

Als Herausgeber
- mit Anke Edelbrock, Friedrich Schweitzer: Mein Gott – dein Gott. Interkulturelle und interreligiöse Bildung in Kindertagesstätten. Beltz, Weinheim/Basel 2008, ISBN 3-407-25483-0.
- mit Joachim Schmidt: Ora et labora. Eine Theologie der Arbeit. Matthias-Grünewald-Verlag, Ostfildern 2010, ISBN 978-3-7867-2840-5.
- mit Walter Kasper, Alois Kothgasser, Jörn Hauf: Weil Taufe Zukunft gibt. Wegmarken für eine Weiterentwicklung der Taufpastoral. Grünewald-Verlag, Ostfildern 2011, ISBN 978-3-7867-2903-7.
- mit Anke Edelbrock, Friedrich Schweitzer: Religiöse Vielfalt in der Kita. So gelingt interreligiöse und interkulturelle Bildung in der Praxis. Cornelsen, Berlin 2012, ISBN 978-3-589-24666-3.
- mit Helga Kohler-Spiegel: Was macht Jesus in dem Brot? Wissen rund um Kirche, Glaube, Christentum. Kinder fragen – Forscherinnen und Forscher antworten.  Kösel, München 2013, ISBN 978-3-466-37061-0.

## Belege
1. ↑  Website der Stiftung „Gottesbeziehung in Familien“
2. ↑  Albert Biesinger: Nahtod-Erfahrung. In: Anzeiger für die Seelsorge. Herder-Verlag, 2014, archiviert vom Original am 8. Dezember 2015; abgerufen am 9. August 2023.

| Personendaten    | Personendaten                                                       |
| ---------------- | ------------------------------------------------------------------- |
| NAME             | Biesinger, Albert                                                   |
| KURZBESCHREIBUNG | deutscher Theologe und Professor für Religionspädagogik in Tübingen |
| GEBURTSDATUM     | 1. August 1948                                                      |
| GEBURTSORT       | Tübingen                                                            |